# شدلنچین
شدلنچین (به لهستانی:  Siedlęcin) یک روستا در لهستان است که در گمینا یژوف سودتسکی واقع شده‌است.